# Ольшовець (Люблінський повіт)
Ольшовець (пол. Olszowiec) — село в Польщі, у гміні Бихава Люблінського повіту Люблінського воєводства.
Населення — 95 осіб (2011).
У 1975-1998 роках село належало до Люблінського воєводства.

## Демографія
Демографічна структура станом на 31 березня 2011 року:
|          | Загалом | Допрацездатний вік | Працездатний вік | Постпрацездатний вік |
| -------- | ------- | ------------------ | ---------------- | -------------------- |
| Чоловіки | 56      | 14                 | 34               | 8                    |
| Жінки    | 39      | 7                  | 18               | 14                   |
| Разом    | 95      | 21                 | 52               | 22                   |